# Marele Premiu al Japoniei din 2018
Marele Premiu al Japoniei din 2018 (cunoscut oficial ca Formula 1 2018 Honda Japanese Grand Prix) a fost o cursă auto de Formula 1 ce s-a desfășurat pe 7 octombrie 2018 pe circuitul Suzuka din Suzuka, prefectura Mie, Japonia. Cursa a fost cea de a șaptesprezecea etapă a Campionatului Mondial de Formula 1 din 2018.

## Calificări
Calificările au avut loc pe 6 octombrie 2018, începând cu ora locală 15:00 JST (UTC+9), ora 09:00 EEST.
| Poz.                  | Nr. | Pilot             | Constructor               | Timpi calificări | Timpi calificări | Timpi calificări | Grila finală |
| Poz.                  | Nr. | Pilot             | Constructor               | Q1               | Q2               | Q3               | Grila finală |
| --------------------- | --- | ----------------- | ------------------------- | ---------------- | ---------------- | ---------------- | ------------ |
| 1                     | 44  | Lewis Hamilton    | Mercedes                  | 1:28,702         | 1:28,017         | 1:27,760         | 1            |
| 2                     | 77  | Valtteri Bottas   | Mercedes                  | 1:29,297         | 1:27,987         | 1:28,059         | 2            |
| 3                     | 33  | Max Verstappen    | Red Bull Racing-TAG Heuer | 1:29,480         | 1:28,849         | 1:29,057         | 3            |
| 4                     | 7   | Kimi Räikkönen    | Ferrari                   | 1:29,631         | 1:28,595         | 1:29,521         | 4            |
| 5                     | 8   | Romain Grosjean   | Haas-Ferrari              | 1:29,724         | 1:29,678         | 1:29,761         | 5            |
| 6                     | 28  | Brendon Hartley   | Scuderia Toro Rosso-Honda | 1:30,248         | 1:29,848         | 1:30,023         | 6            |
| 7                     | 10  | Pierre Gasly      | Scuderia Toro Rosso-Honda | 1:30,137         | 1:29,810         | 1:30,093         | 7            |
| 8                     | 31  | Esteban Ocon      | Force India-Mercedes      | 1:29,899         | 1:29,538         | 1:30,126         | 11           |
| 9                     | 5   | Sebastian Vettel  | Ferrari                   | 1:29,049         | 1:28,279         | 1:32,192         | 8            |
| 10                    | 11  | Sergio Pérez      | Force India-Mercedes      | 1:30,247         | 1:29,567         | 1:37,229         | 9            |
| 11                    | 16  | Charles Leclerc   | Sauber-Ferrari            | 1:29,706         | 1:29,864         |                  | 10           |
| 12                    | 20  | Kevin Magnussen   | Haas-Ferrari              | 1:30,219         | 1:30,226         |                  | 12           |
| 13                    | 55  | Carlos Sainz Jr.  | Renault                   | 1:30,236         | 1:30,490         |                  | 13           |
| 14                    | 18  | Lance Stroll      | Williams-Mercedes         | 1:30,317         | 1:30,714         |                  | 14           |
| 15                    | 3   | Daniel Ricciardo  | Red Bull Racing-TAG Heuer | 1:29,806         | Fără timp        |                  | 15           |
| 16                    | 27  | Nico Hülkenberg   | Renault                   | 1:30,361         |                  |                  | 16           |
| 17                    | 35  | Serghéi Sirótkin  | Williams-Mercedes         | 1:30,372         |                  |                  | 17           |
| 18                    | 14  | Fernando Alonso   | McLaren-Renault           | 1:30,573         |                  |                  | 18           |
| 19                    | 2   | Stoffel Vandoorne | McLaren-Renault           | 1:31,041         |                  |                  | 19           |
| 20                    | 9   | Marcus Ericsson   | Sauber-Ferrari            | 1:31,213         |                  |                  | 20           |
| Regula 107%: 1:34,911 |     |                   |                           |                  |                  |                  |              |
| Sursa:                |     |                   |                           |                  |                  |                  |              |

Note
- ^1 – Esteban Ocon a primit o penalizare de 3 locuri pentru că nu a încetinit suficient de mult în timpul arborării steagului roșu în a treia perioadă a calificărilor.
- ^2 – Marcus Ericsson a primit o penalizare de 15 locuri: 10 locuri pentru schimbarea motorului și 5 locuri pentru schimbarea neprogramată a cutiei de viteze.

## Cursa
Cursa a avut loc pe 7 octombrie 2018, începând cu ora locală 14:00 JST (UTC+9), ora 08:00 EEST, și a durat 53 de tururi.
| Poz.   | Nr. | Pilot             | Constructor               | Tururi | Timp/Retras | Grilă | Puncte |
| ------ | --- | ----------------- | ------------------------- | ------ | ----------- | ----- | ------ |
| 1      | 44  | Lewis Hamilton    | Mercedes                  | 53     | 1:27:17,062 | 1     | 25     |
| 2      | 77  | Valtteri Bottas   | Mercedes                  | 53     | +12,919     | 2     | 18     |
| 3      | 33  | Max Verstappen    | Red Bull Racing-TAG Heuer | 53     | +14,295     | 3     | 15     |
| 4      | 3   | Daniel Ricciardo  | Red Bull Racing-TAG Heuer | 53     | +19,495     | 15    | 12     |
| 5      | 7   | Kimi Räikkönen    | Ferrari                   | 53     | +50,998     | 4     | 10     |
| 6      | 5   | Sebastian Vettel  | Ferrari                   | 53     | +1:09,873   | 8     | 8      |
| 7      | 11  | Sergio Pérez      | Force India-Mercedes      | 53     | +1:19,379   | 9     | 6      |
| 8      | 8   | Romain Grosjean   | Haas-Ferrari              | 53     | +1:27,198   | 5     | 4      |
| 9      | 31  | Esteban Ocon      | Force India-Mercedes      | 53     | +1:28,055   | 11    | 2      |
| 10     | 55  | Carlos Sainz Jr.  | Renault                   | 52     | +1 tur      | 13    | 1      |
| 11     | 10  | Pierre Gasly      | Scuderia Toro Rosso-Honda | 52     | +1 tur      | 7     |        |
| 12     | 9   | Marcus Ericsson   | Sauber-Ferrari            | 52     | +1 tur      | 20    |        |
| 13     | 28  | Brendon Hartley   | Scuderia Toro Rosso-Honda | 52     | +1 tur      | 6     |        |
| 14     | 14  | Fernando Alonso   | McLaren-Renault           | 52     | +1 tur      | 18    |        |
| 15     | 2   | Stoffel Vandoorne | McLaren-Renault           | 52     | +1 tur      | 19    |        |
| 16     | 35  | Serghéi Sirótkin  | Williams-Mercedes         | 52     | +1 tur      | 17    |        |
| 17     | 18  | Lance Stroll      | Williams-Mercedes         | 52     | +1 tur      | 14    |        |
| Ab     | 16  | Charles Leclerc   | Sauber-Ferrari            | 38     | Rotire      | 10    |        |
| Ab     | 27  | Nico Hülkenberg   | Renault                   | 37     | Motor       | 16    |        |
| Ab     | 20  | Kevin Magnussen   | Haas-Ferrari              | 8      | Anvelope    | 12    |        |
| Sursa: |     |                   |                           |        |             |       |        |

## Clasamentele campionatelor după cursă
|  | Poz. | Pilot            | Puncte |
|  | ---- | ---------------- | ------ |
|  | 1    | Lewis Hamilton   | 331    |
|  | 2    | Sebastian Vettel | 264    |
|  | 3    | Valtteri Bottas  | 207    |
|  | 4    | Kimi Räikkönen   | 196    |
|  | 5    | Max Verstappen   | 173    |

|  | Poz. | Constructor               | Puncte |
|  | ---- | ------------------------- | ------ |
|  | 1    | Mercedes                  | 538    |
|  | 2    | Ferrari                   | 460    |
|  | 3    | Red Bull Racing-TAG Heuer | 319    |
|  | 4    | Renault                   | 92     |
|  | 5    | Haas-Ferrari              | 84     |